# وادي عمروس
وادي عَمْرُوس هو واد في شمال مقاطعة قصرش الإسبانية. يأخذ اسمه من النهر الذي يمر عبره. أعلى قمة محاطة بالجبال هي Pinajarro. الطريق الفضي عبر الوادي منذ العصر الروماني وجعله ممرًا وطريق اتصال مهم بين شمال وجنوب شبه الجزيرة الإيبرية.